# Stolephorus advenus
Stolephorus advenus är en fiskart som beskrevs av Wongratana, 1987. Stolephorus advenus ingår i släktet Stolephorus och familjen Engraulidae. Inga underarter finns listade i Catalogue of Life.